# ISS-Expedition 7
ISS-Expedition 7 ist die Missionsbezeichnung für die siebte Langzeitbesatzung der Internationalen Raumstation. Die Mannschaft lebte und arbeitete vom 28. April 2003 bis zum 27. Oktober 2003 an Bord der ISS.

## Mannschaft
- Juri Iwanowitsch Malentschenko (3. Raumflug), ISS-Kommandant 3. Mai bis 24. Oktober 2003 (Roskosmos/Russland)
- Edward Tsang Lu (3. Raumflug), Bordingenieur (NASA/USA)

Ursprünglich sollte die Mannschaft aus drei Personen bestehen. Als Bordingenieur war erst Sergei Moschtschenko vorgesehen, der aber im Dezember 2002 durch Alexander Kaleri ersetzt wurde. Nach dem Unglück der Raumfähre Columbia im Februar 2003 wurde die Mannschaft auf zwei Personen reduziert.

### Ersatzmannschaft
Die spätere Besatzung der ISS-Expedition 8, allerdings in vertauschten Rollen:
- Alexander Jurjewitsch Kaleri, Kommandant (Roskosmos/Russland)
- Colin Michael Foale, Bordingenieur (NASA/USA)

## Missionsbeschreibung
Ursprünglich war geplant, eine Besatzung von drei Personen mit STS-114 zur ISS zu bringen. Nach dem Unglück der Raumfähre Columbia im Februar 2003 wurden vorübergehend die Space-Shuttle-Flüge ausgesetzt. Um Ressourcen zu sparen, wurden alle folgenden Stammbesatzungen auf zwei Personen reduziert und alle Zubringerflüge per Sojus-Rakete durchgeführt.
Die siebte Besatzung der Internationalen Raumstation startete am 25. April 2003 in dem Raumschiff Sojus TMA-2 vom russischen Raumfahrtzentrum Baikonur in Kasachstan. Es dockte am 28. April 2003 an, und fünf Tage später übernahm die Crew das Kommando über die ISS.
Hauptaufgabe der neuen Besatzung war es, die Station in Funktion zu halten und einige langfristige Forschungen weiter zu führen. Die Versorgung der Mannschaft geschah durch unbemannte, automatische Progress-Transporter. Mit deren Antriebssystem wurde auch die Bahn der Internationalen Raumstation in unregelmäßigen Abständen angehoben.
Nach der mehrere Tage dauernden Übergabe der Station begannen die Routinearbeiten. Zum wissenschaftlichen Programm, was aufgrund der eingeschränkten Nachschub- und der fast vollkommen fehlenden Rücktransportmöglichkeiten reduziert wurde, gehörten Experimente zur Medizin, Erdbeobachtung, Biologie, Materialwissenschaft und Raumfahrttechnologie. Ohne zusätzlichen Materialaufwand liefen Untersuchungen zu natürlichen und vom Menschen verursachten Phänomenen auf der Erde und in der Erdatmosphäre (Experimente: Crew Earth Observation, ESTER, Biotomea, Uragan, Molnija SM), zu Strukturen auf der Erdoberfläche durch die Fernbedienung einer Stationskamera durch Schülergruppen auf der Erde (EarthKAM), zur Zusammenarbeit zwischen Stations- und Bodencrew (Crew Interactions), zu Strahlungs- und Beschleunigungsmessungen innerhalb der Station (Radiation Monitoring, Prognoz, BraDoz, MAMS, SAMS) sowie verschiedene Materialtests (Kromka, MPAC, SEED, MISSE, Meteoroid). Dazu sind hunderte unterschiedliche Materialproben an der Außenseite der Station angebracht. Die Proben werden in größeren Abständen gewechselt. Ebenfalls ohne Betreuung liefen der Test eines Systems zur Nutzung eines globalen Zeitsignals (Global Time System), die Aufzeichnung der Bewegungsparameter der Station sowie der Test von Vorhersagesystemen (Tenzor, Vektor T, Izgib) und die Suche nach schweren solaren und galaktischen Kernen (Platan). Ein umfangreicher Komplex beschäftigte sich mit den Auswirkungen von Schwerelosigkeit, Strahlung und den speziellen biologischen Umgebungswerten innerhalb der Station auf lebende Organismen (Biorisk, Konjugazija) und speziell auf Pflanzen (Rastenija 2 im Lada-Gewächshaus). Medizinische Daten zu Muskel- und Knochenveränderungen, Auswirkungen auf das Kreislauf- und Immunsystem u. Ä. wurden teilweise während des Fluges, größtenteils aber vor und nach dem Aufenthalt im Weltraum gesammelt (Sprut-MBI, Parodont, Farma, Kardio-ODNT, Profilaktika, Pulse, Gematologia, MION, Isokinez, Tendometria, Biopsy u. a.). Materialexperimente beschäftigten sich beispielsweise mit dem Wachstum von Proteinkristallen (PCG-STES, ZCG), mit dem Verhalten magnetischer Partikel in magnetorheologischen Flüssigkeiten (neue, „intelligente“ Fluide mit regelbarem Magnetismus) in der Schwerelosigkeit (InSpace) oder mit der Bildung von Bläschen in erstarrenden Schmelzen (PFMI).
Bei StarMail ging es um den Austausch von mit Bildern versehenen elektronischen Botschaften der Raumfahrer mit ihren Familien und Freunden. Diurez beschäftigte sich mit dem Stoffwechsel flüssiger Elektrolyte im Körper sowie mit dem Einfluss hormoneller Veränderungen auf das Blutvolumen, Biotest mit den biochemischen Mechanismen der Stoffwechselanpassung an die Umgebung. Mit dem Experiment Pilot wurden individuelle Merkmale der psychophysiologischen Regulation der Raumfahrer bei Langzeitflügen erforscht. Meschkletochnoje Wsaimodeistwije hatte das Studium von Zelloberflächen und interzellularen Wechselwirkungen in der Schwerelosigkeit zum Gegenstand, Konjugatsija Veränderungen am Erbgut von Bakterien und MSC die Entwicklung von Stammzellen in der Schwerelosigkeit. Des Weiteren wurden Rundwürmer der Spezies Caenorhabditis elegans untersucht (Experiment CEMMS). Sie haben einen kurzen Lebenszyklus. Deshalb lassen sich an ihnen langfristige Veränderungen schneller feststellen. Ein anderes Untersuchungsobjekt war Streptococcus pneumoniae (SPEGIS). Hier interessierte die Wissenschaftler vor allem, ob sich in der Schwerelosigkeit die Gefährlichkeit der Bakterien durch genetische Anpassungen verändert. S. pneumoniae kann Pneumonie, Sinusinfektionen und chronische Bronchitis verursachen. Die meisten Menschen tragen das Bakterium bereits in sich, aber erst ein geschwächtes Immunsystem begünstigt Infektionen der Lunge. Zu den medizinischen Untersuchungen nach dem Flug gehörte auch die Thermographie der Arme und Beine, um die Funktion der Thermoregulation während der Anpassung an die Schwerkraft zu kontrollieren. Weitere Experimente widmeten sich den Bewegungen von kleinsten Partikeln in elektrischen Feldern unter Anregung durch elektromagnetische Wellen (Plasmakristall Experiment 3) und der Stabilität von Feststoff-Flüssigkeits-Gemischen in Abhängigkeit von der sich bildenden „Korngröße“ des festen Stoffes (Coarsening in Solid Liquid Mixtures). Neu ins Programm aufgenommen waren Testoperationen mit dem Manipulatorarm der Station, bei denen Kameras für zukünftige Untersuchungen des Hitzeschildes angedockter Raumfähren kalibriert wurden.
Im Programm waren auch Trockenübungen für einen Außenbordeinsatz, ohne Unterstützung durch ein in der Station verbleibendes drittes Besatzungsmitglied und häufige Pressekonferenzen bzw. Gespräche mit Schülern rund um den Erdball. Am 30. Mai führte die Station ein Ausweichmanöver aus. Die Bahn wurde um 1,8 km angehoben, um dem Satelliten MEGSAT nicht zu nahe zu kommen. Es war erst das sechste Manöver dieser Art.
Am 11. Juni koppelte das Transportraumschiff Progress-M1 10 am Pirs-Modul der Station an. Mit ihm kamen Verpflegung, Ersatzteile, Wasser, Bekleidung, Büromaterial und Experimente für die ESA-Mission im Herbst. Progress-M 48 dockte am 31. August (Start am 28. August) mit Treibstoff, Wasser und Versorgungsgütern am Heck der Station an, nachdem Progress-M 47 drei Tage zuvor abgekoppelt wurde. Ihm folgte am 4. September Progress-M1 10. Beide Transportraumschiffe waren mit Abfall beladen und verglühten in der Erdatmosphäre.
Während dieser Mission heiratete Juri Malentschenko am 10. August 2003 seine Frau Jekaterina. Per Videoverbindung war er mit dem Hörsaal des Johnson Space Centers (JSC) in Houston verbunden, von wo die Zeremonie geleitet wurde. Ed Lu fungierte als Trauzeuge und spielte auf einem Keyboard den Hochzeitsmarsch.
Am 20. Oktober 2003 koppelte mit Sojus TMA-3 das erste bemannte Raumschiff, seit der Ankunft von Malentschenko und Lu, an die ISS an. An Bord war die nächste Langzeitbesatzung, bestehend aus Michael Foale und Alexander Kaleri. Außerdem war der ESA-Astronaut Pedro Duque mit an Bord.
Malentschenko und Lu landeten gemeinsam mit Pedro Duque am 28. Oktober 2003 in Kasachstan, nach etwas mehr als sechs Monaten im All.
Die siebte ISS-Expedition hatte keine Außenbordeinsätze.